# NGC 2941
NGC 2941 je galaksija u zviježđu Lavu.

## Vanjske poveznice
- SEDS: NGC 2941